# Emma Weber
Emma Weber, född 13 januari 2004, är en amerikansk simmare.

## Karriär
Vid de amerikanska OS-uttagningarna, i juni 2024, inför de olympiska sommarspelen 2024 placerade sig Weber på en andraplats på 100 meter bröstsim och kvalificerade sig därmed till OS 2024.